# Vùng đô thị Denver
Vùng đô thị Denver là một khu vực thống kê đô thị nằm ở tiểu bang Colorado, Hoa Kỳ. Trung tâm vùng đô thị là thành phố và quận Denver và 9 quận ngoại ô. Đây là vùng đô thị lớn thứ 14 Hoa Kỳ.
Cục điều tra dân số Hoa Kỳ ước tính rằng dân số vùng đô thị này là 2.357.404 người tại thời điểm ngày 1 tháng 7 năm 2007, tăng 14,23% kể từ khi Hoa Kỳ điều tra dân số năm 2000. Năm 2007, 50,7% của tiểu bang Colorado sống trong vùng đô thị Denver.
Khu vực thống kê kết hợp Denver-Aurora-Boulder bao gồm các khu vực thống kê đô thị Denver, khu vực thống kê đô thị Boulder, và khu vực thống kê đô thị Greeley. Cư dân địa phương thường sử dụng các thuật ngữ khu vực Denver hạn hoặc vùng đô thị Denver mà chính thức có thể có nghĩa là bất cứ khu vực liên tục đô thị hoá trong vòng sáu quận trung tâm của khu vực thống kê đô thị đến hành lang đô thị Front Range đến phía bắc của Colorado Springs và phía nam của Fort Collins.
Phần trung tâm của khu vực thống kê đô thị bao gồm thành phố và quận Denver và ba quận ngay lập tức liền kề: quận Jefferson về phía tây, quận Adams ở phía bắc và phía đông, và quận Arapahoe ở phía nam và phía đông. Khu vực liên tục đô thị hóa mở rộng về phía tây bắc vào thành phố và Quận Broomfield, giáp Jefferson và quận Adams, và phía nam vào quận Douglas, liền kề quận Arapahoe. Phần thịnh vượng nhất của khu vực ở phía nam, trong khi hầu hết các lĩnh vực công nghiệp ở phía đông bắc, đặc biệt ở phần phía bắc của nội ô Denver và mở rộng các lĩnh vực như Thành phố Thương mại ở quận Adams.
Cũng bao gồm trong khu vực thống kê đô thị được xác định bởi Cục Điều tra Dân số Hoa Kỳ là bốn quận nông thôn mà không phải là phổ biến được coi là một phần của các vùng đô thị Denver. Quận Elbert là trên các đồng cỏ phía đông nam, Clear Creek, Gilpin, và các quận công viên đang ở trong dãy núi Rocky.
Mặc dù các quận, thành phố, thị xã tự quản, có một số hợp tác trong khu vực đô thị. Khu vực Hội đồng Chính phủ Denver là một quy hoạch vùng và tổ chức phối hợp liên chính phủ trong một khu vực chín quận. Các cơ sở khoa học và văn hóa quận cung cấp kinh phí cho các cơ sở khoa học và văn hóa trong một khu vực bảy quận bao gồm: